# Sebastià Caldentey Sancho
Sebastià Caldentey Sancho va néixer a Artá, un municipi de Mallorca el 1830 i va morir el 1892. Va ser un guitarrista reconegut. Va ser alumne de José Viñas, un dels guitarristes més virtuosos del segle xix.
Durant el 1853 i 1854 va començar a ser conegut, ja que va fer diversos concerts en diferents sales de Barcelona. Tot i això, mai es va dedicar professionalment a la guitarra, va acabar la carrera de Dret a Barcelona i va tornar a Artá.